# Osidda
Osidda település Olaszországban, Szardínia régióban, Nuoro megyében. Lakosainak száma 217 fő (2023. január 1.). Osidda Buddusò, Nule, Bitti és Pattada községekkel határos.

## Népesség
A település lakossága az elmúlt években az alábbi módon változott:
| Lakosok száma | 255  | 247  | 217  |
|               | 2017 | 2018 | 2023 |